# Campeonato Paranaense de Futebol de 2004 - Segunda Divisão
A Divisão de Acesso do Campeonato Paranaense de Futebol 2004, foi a 40ª edição da competição, a qual contou com a participação de 11 clubes. Sua organização, foi de competência da Federação Paranaense de Futebol.
Foram promovidos, Engenheiro Beltrão e Império Toledo, para a primeira divisão do Campeonato Paranaense 2005

## Regulamento
- Primeira Fase: Os participantes serão divididos em dois grupos (A e B), com 6 no primeiro e 5 equipes no segundo. Se confrontarão entre si em turno e returno, com as 3 primeiras colocadas de cada grupo avançando a próxima fase.

- Segunda fase: Os 6 classificados se enfrentam novamente entre si em turno e returno, com os dois primeiros colocados garantindo o acesso à Primeira Divisão de 2005, sendo que primeiro conquista o título da competição.

## Participantes em2004
| Equipe                 | Cidade                   | Em 2003        | Estádio                    | Capacidade | Títulos                         | Participações |
| ---------------------- | ------------------------ | -------------- | -------------------------- | ---------- | ------------------------------- | ------------- |
| Águia                  | Maringá                  | Inativo        | Willie Davids              | 21.600     | 0 (não possui)                  | 1             |
| Cascavel               | Cascavel                 | (Série Ouro)   | Olímpico Regional          | 28.125     | 0 (não possui)                  | 2             |
| Centro Paranaense      | Curitiba                 | (Série Bronze) | Santo Antonio              | N/D        | 0 (não possui)                  | 1             |
| Engenheiro Beltrão     | Engenheiro Beltrão       | Inativo        | João Cavalcante de Menezes | 2.340      | 0 (não possui)                  | 1             |
| Fanático               | Campo Largo              | Inativo        | Estádio Atílio Gionedis    | 800        | 0 (não possui)                  | 1             |
| Foz do Iguaçu [a]      | Foz do Iguaçu            | (Série Prata)  | Estádio do ABC             | 6.500      | 0 (não possui)                  | 2             |
| Império Toledo         | Toledo                   | Inativo        | 14 de Dezembro             | 10.000     | 0 (não possui)                  | 2             |
| Noroeste               | Ivaiporã                 | (Série Bronze) | Manuel Fernandes Silva     | 3.000      | 0 (não possui)                  | 1             |
| Operário               | Ponta Grossa             | Inativo        | Germano Krüger             | 8.620      | 1 (Campeão da Zona Sul de 1969) | 10            |
| Portuguesa Londrinense | Londrina                 | (Série Ouro)   | Estádio do Café            | 36.000     | 0 (não possui)                  | 4             |
| União Platinense       | Santo Antônio da Platina | (Série Bronze) | José Eleutério da Silva    | 4.729      | 0 (não possui)                  | 1             |

- O Comercial de Cornélio Procópio, desistiu da disputa antes do início do campeonato.